# Vinlândia

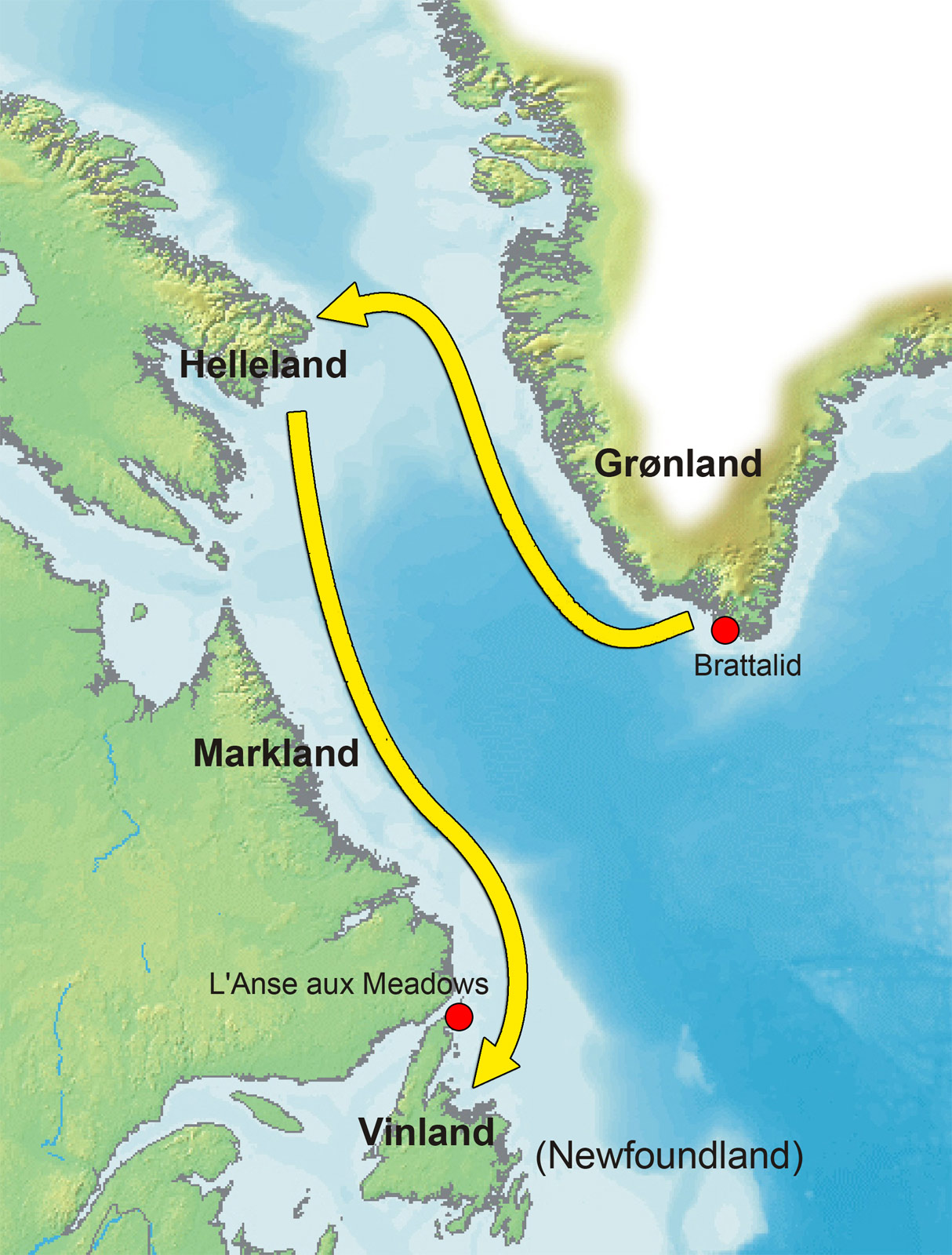
Mapa da viagem a Helulândia, Marclândia e Vinlândia

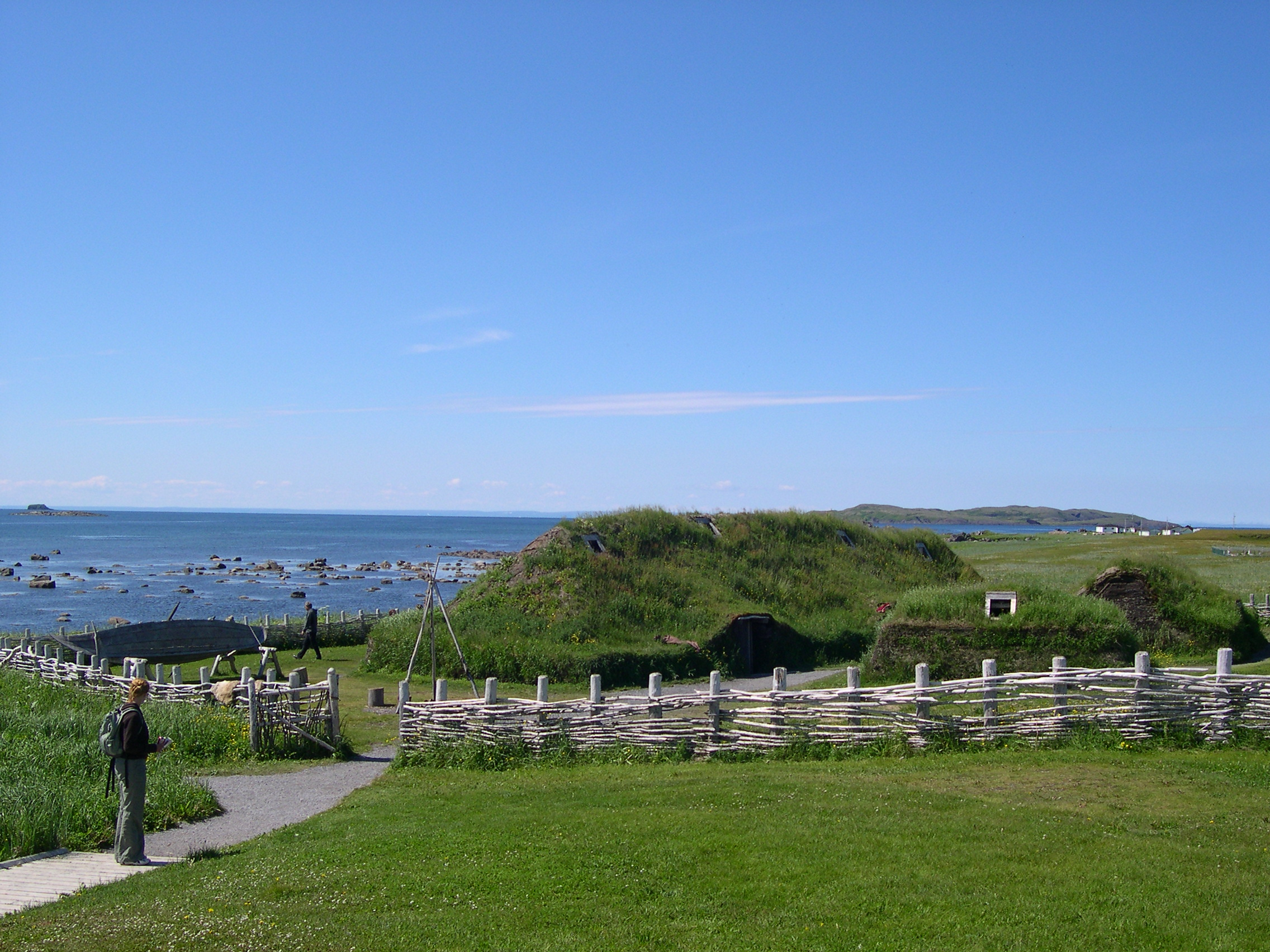
Reconstrução actual de uma aldeia viquingue em L'Anse aux Meadows, no Canadá

Vinlândia (em nórdico antigo: Vínland ou Vinland,  PRONÚNCIA; em latim: Vinlandia ou Winland) foi o nome dado pelos nórdicos a uma região indeterminada da costa do Nordeste do Canadá, durante a Era Viking e a Idade Média  — abrangendo a ilha da Terra Nova,  o Golfo de São Lourenço, e os territórios de Nova Brunsvique e da Nova Escócia.

## Nome e etimologia
A Vinlândia é citada pela primeira vez na década de 1070 pelo historiador alemão Adão de Bremen, usando o termo Winland numa frase em latim: “… insulam quae dicitur Winland…”. No Livro dos Islandeses do século XII, Ari, o Sábio cita a descoberta da Vinlândia: “… er Vínland hefir byggt ok Grænlendingar kalla Skrælingja..” 
Na Saga dos Groenlandeses, do século XIII, está que Leif Eriksson deu o nome “Vínland” a esta terra: “… ok gaf Leifr nafn landinu eftir landkostum ok kallaði Vínland…“.
Historiadores e linguistas divergem sobre os termos Vínland-Viinland-Vinland, apontando possíveis significados diferentes. A interpretação Vínland, Terra das Vinhas ou Terra do Vinho, parece todavia ser a mais frequente.
A forma Vinlândia é um aportuguesamento com uso considerável em português, embora a forma original Vinland pareça ter uso maioritário.

## Presença dos viquingues na América do Norte
Por volta do ano  1 000, uma expedição liderada por Leif Eriksson achou a Helulândia ("Terra das Rochas lisas"), seguindo depois para sul e encontrando a Marclândia ("Terra das Florestas"), e finalmente continuando ainda mais para sul e chegando à Vinlândia (talvez "Terra das Vinhas" ou "Terra dos Prados"). Nesta região, os viquingues estabeleceram uma base de inverno chamada Leifsbudir, localizada na costa norte da ilha da Terra Nova, e presumivelmente situada no local da atual L'Anse aux Meadows. A ocupação de Leifsbudir foi precária e durou apenas um curto espaço de tempo, mas representou o primeiro contacto colonizador conhecido da Europa com a América, cerca de 500 anos antes das viagens de Cristóvão Colombo e Pedro Álvares Cabral.